# Endoptychum depressum
Endoptychum depressum är en svampart som beskrevs av Singer & A.H. Sm. 1958. Endoptychum depressum ingår i släktet Endoptychum och familjen Agaricaceae.   Inga underarter finns listade i Catalogue of Life.

## Bildgalleri

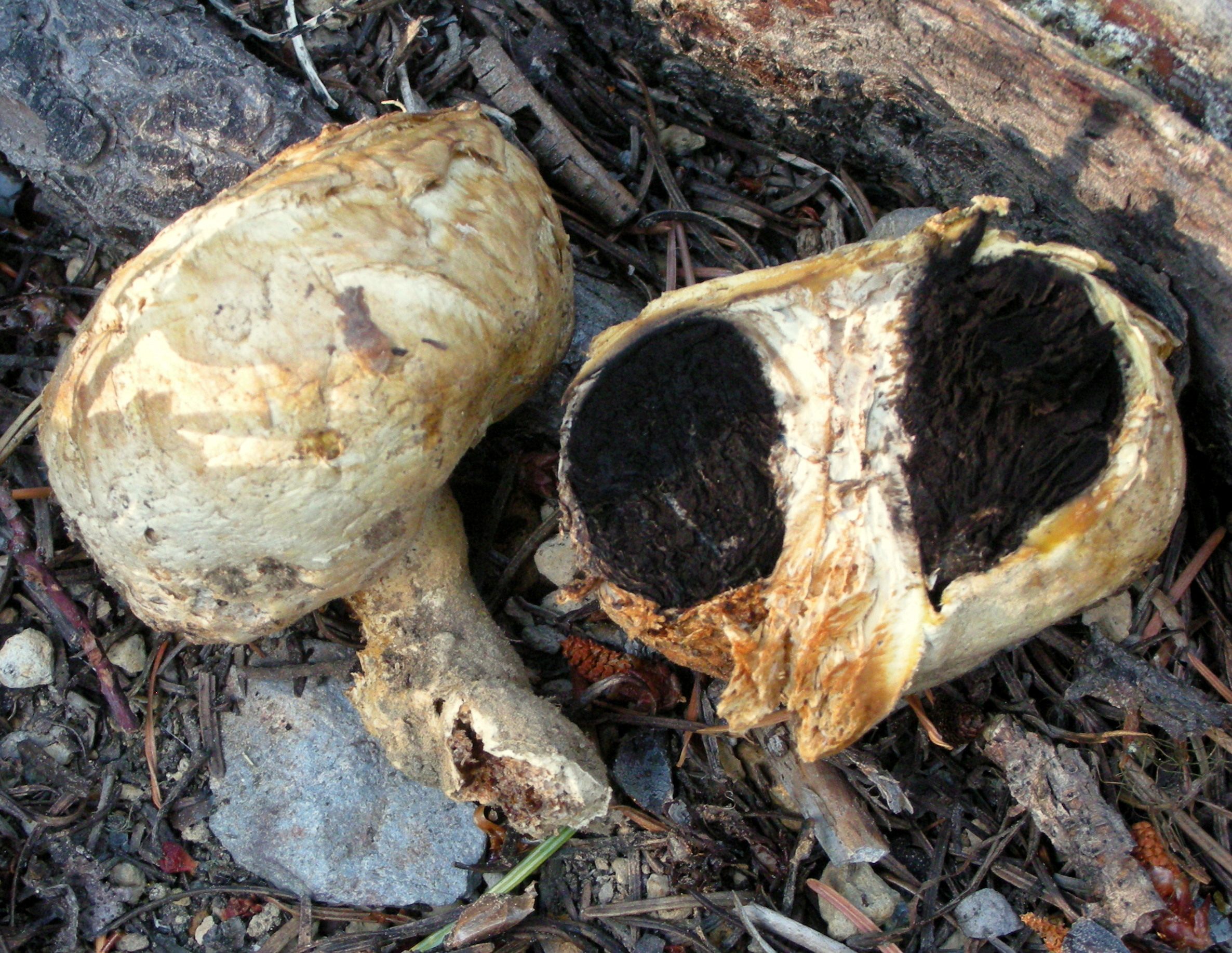